# Accident de métro du 22 juin 2009 à Washington
Pour un article plus général, voir Métro de Washington.

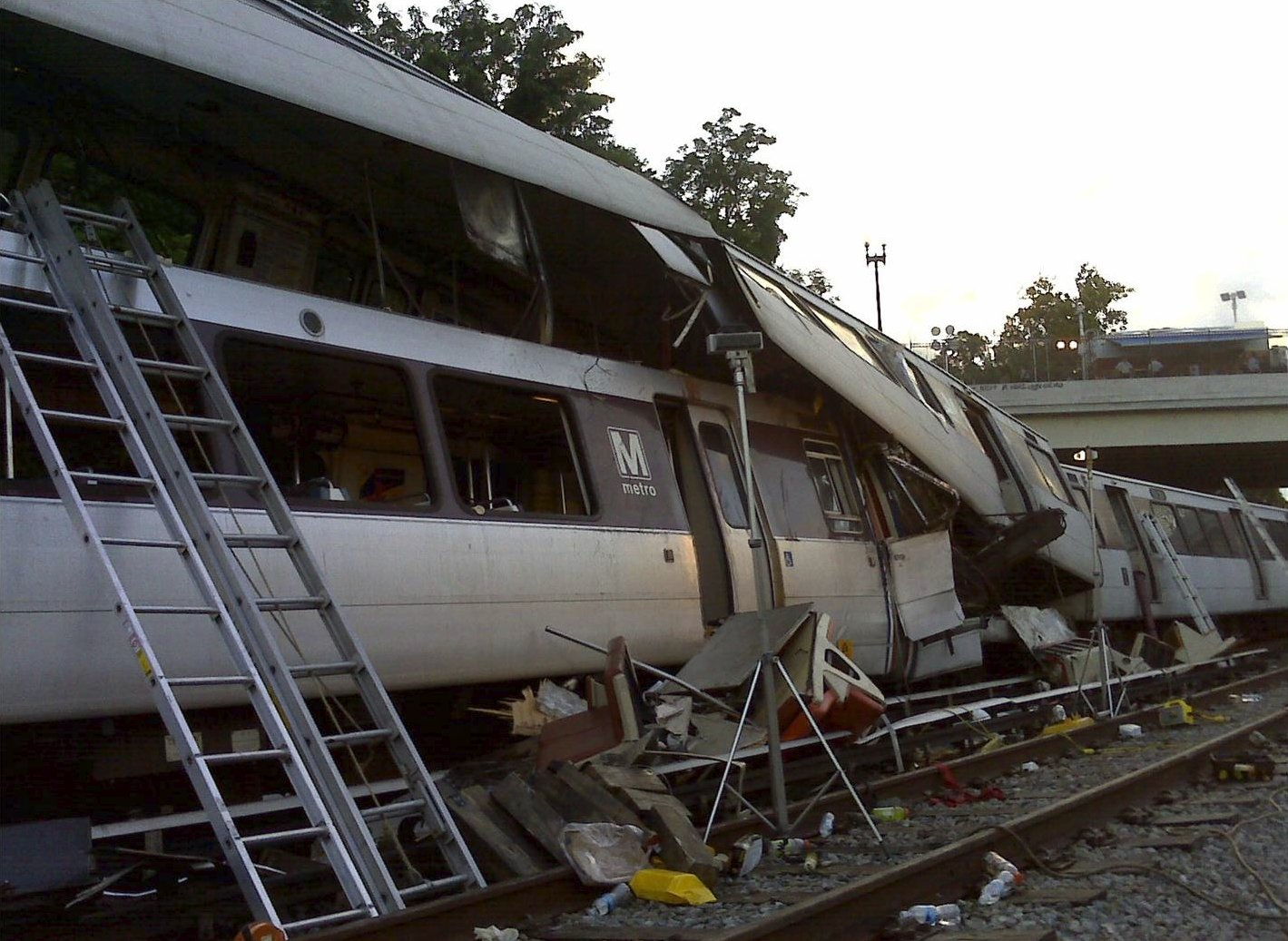
Les deux rames de métro encastrées.

L'accident de métro du 22 juin 2009 à Washington est une collision survenue entre deux rames de la ligne Rouge du métro de Washington, tuant 9 personnes dont le conducteur d'une des rames et faisant 80 blessés. C'est l'accident le plus meurtrier du métro de Washington.   

## Accident
L'accident eut lieu le 22 juin 2009 entre une rame de métro arrêtée sur la voie et une rame qui arrivait à sa vitesse de circulation sur la même voie et dans le même sens de circulation. La rame de métro qui était en mouvement lors de la collision était de type 1000-séries, du fabricant Rohr Industries. Ce type de rame fut mis en service en 1976, puis rénové dans les années 1990.
Le service reprit 5 jours plus tard (le 27 juin 2009) sur la portion de ligne où avait eu lieu l'accident, mais à une vitesse réduite.
L'enquête est actuellement[Quand ?] en cours pour déterminer les causes de l'accident.
En 2006, le Conseil national de la sécurité des transports (en anglais National Transportation Safety Board ou NTSB) avait signalé le risque en cas d'accident des voitures de type 1000-séries, les décrivant comme  « vulnérable à de catastrophiques dégâts en série et perte totale de l'espace de survie des occupants dans le cas d'une collision longitudinale en bout de structure » (en anglais « vulnerable to catastrophic telescoping damage and complete loss of occupant survival space in a longitudinal end-structure collision »). Il recommanda alors une rénovation de toutes les voitures de ce type après la collision à la station Woodley Park–Zoo/Adams Morgan en 2004, durant laquelle une voiture de type 1000-séries se télescopa dans une autre rame.